# Сикиррес (кантон)
Сикиррес (исп. Siquirres) — кантон в провинции Лимон Коста-Рики.

## География
Находится на севере центральной части провинции. Граничит на юге с провинцией Картаго, на северо-востоке побережье Карибского моря. Административный центр — Сикиррес.

## Округа
Кантон разделён на 6 округов:
1. Сикиррес
2. Пакуарито
3. Флорида
4. Германия
5. Кайро
6. Алегрия